# Erdélyi Emlékérem
Az Erdélyi Emlékérem a második bécsi döntés alapján Magyarországhoz visszacsatolt észak-erdélyi területek visszavételében részt vevő honvédség és csendőrség személyi állománya részére alapított elismerés.

## Az elismerés története
A második bécsi döntés 1940. augusztus 30-án délután 3 órakor született. A magyar kormány delegáltjai mindannyian erdélyi származásúak voltak, és a román kormány a döntőbíráskodást elfogadta. Galeazzo Ciano olasz külügyminiszter naplója szerint – de ezt maga Mihail Manoilescu is elismeri visszaemlékezéseiben – a román külügyminiszter elájult a döntés kihirdetésekor. A második bécsi döntéssel Magyarország 43 492 négyzetkilométernyi területet kapott vissza, Székelyfölddet is beleértve.
A hadvezetés a megvalósított revíziós törekvésekkel párhuzamosan kitüntetéseket alapított és így kerültek időben adományozásra először a Felvidéki Emlékérem (1938), majd az Erdélyi és legvégül a Délvidéki Emlékérem (1941). A Szovjetunió megtámadása után, 1941 novemberében megalapításra kerül a Tűzkereszt, mely harctéri kitüntetés és a fegyveres frontszolgálatért, a haza védelmében szenvedett sebekért és rokkantságért adományozták. Az emlékérmeket azok kaphatták meg, akik a területek visszafoglalásával kapcsolatos mozgósítások során állomáshelyüket a birtokbavétellel kapcsolatos tevékenység érdekében elhagyták.

### Az emlékérem
A matt fémszínű szürke ón érem átmérője 36 milliméter. Az elölnézeti oldalán Hunyadi Mátyás arcképe látható, körülötte az „Erdélyi részek felszabadulásának emlékére 1940” felirat látható. A hátoldalon középen Erdély címere, közvetlenül körülötte a „Mátyás Király születése 500. évfordulóján" felirat olvasható. Az érem nagy körkörös feliratán szerepel a „Vitéz nagybányai Horthy Miklós kormányzó országlásának XX. évében” ajánlás. Az éremhez tartozó szalag 40 mm széles, háromszögletű, kék mellszalag.
Viselni a mellkason a felső zubbonyzseb felett kitűzve vagy szalagsávon lehetett és sorrendjét tekintve megelőzték a más hadi érdemekért kapott kitüntetések. A kitüntetést úgy kellett feltűzni, hogy annak alsó része az a zsebtakaró felső szélét érintse, középvonala pedig a zsebtakaró középvonalával egybeessen. A viselési sorrendben az Erdélyi Emlékérmet megelőzte a Felvidéki Emlékérem és követte a Délvidéki Emlékérem. A kitüntetés magyar honvédség állományába tartozók általi viselését a jelenleg hatályos szabályozás nem engedi meg.

## Kitüntetettek
Az elismerést a hadműveletekben részt vevő több ezer honvéd és csendőr kapta meg, az alábbi felsorolás a magyar nyelvű wikipédián önálló szócikkel rendelkező elismerteket tartalmazza:
- vitéz cseszneki és milványi gróf Cseszneky Gyula
- vitéz Dalos Ferenc
- boldogfai Farkas Endre
- idősebb Martonyi János
- Szűts János
- Zentai Károly
- Lovasi Jenő
- vitéz Vincze Lajos